# 長野電鉄1000系電車
長野電鉄1000系電車（ながのでんてつ1000けいでんしゃ）は、長野電鉄の特急形電車。
「ゆけむり」の愛称を持つ。

## 概要
老朽化した2000系車両の代替として、小田急電鉄で使用されていたロマンスカーの10000形「HiSE」を無償で譲り受けた車両である。車齢としては引退当時18年とまだ若かったが、ハイデッカー構造であるため小田急電鉄ではバリアフリーに対応できないとし運用離脱、廃車となった車両である。
本形式の導入により2000系は基本的にA特急運用から撤退することになった。

## 構造

### 車体
車体は小田急時代の塗り分けを踏襲するが、計画の変更により、小田急時代に2色のワインレッド■■に塗り分けられていた部分は長野電鉄の長電レッド■に変更・統一されている。
小田急時代に6号車に設置されていた冷房装置などのサービス機器に電力を供給する補助電源装置は2号車に設置された。これ以外にも、長野電鉄仕様として信州中野駅 - 湯田中駅間の連続40‰の急勾配に対応するための抑速ブレーキの改造（主抵抗器の増強）、降雪期に備えて耐雪ブレーキやドアレールヒーターの装備などが施工されているが、外観においては編成の短縮以外に小田急時代と大きく変わるところはない。

### 車内
全車禁煙。外観同様、車内設備もおおむね小田急時代を保っている。
- 1号車および4号車先頭部には展望席が小田急時代と変更なく存置されているが、この部分はハイデッカー構造ではないため、ここをバリアフリー対応とすることで小田急時代より懸念されていた問題に対処した。ただし、この処置により展望室と一般客室の境にあった補助椅子は使用不可となっている。なお、乗車口のドア幅は最低62 cmとやや狭く[注 1]、乗車時にスロープを使用できないため[1]、車椅子によっては利用できない場合がある。
- その他設備のうち、トイレと洗面所は車両基地に対応設備が無く、これらを設けた中間車を譲渡対象から外しているため、設置されていない。
- 2015年9月ごろに自動放送設備が導入され、山崎昭夫が担当している。

自動放送導入と同時に、新たに2か国語（日/英）停車駅や列車情報などをスクロール表示するLED車内案内表示装置を新設した。
- 展望席を含む先頭車は、日中に運行されるA特急運用時のみ指定席となる。背面展望席・普通席はA特急・B特急問わず自由席である。
- 小田急時代に受賞した鉄道友の会ブルーリボン賞の受賞記念プレートは存置されている（掲出場所は一部でLED案内表示器の設置により移動が行われている）。

号車番号／設備他
先頭車：運転室（2階）・展望席（14席）・普通席（32席）・車掌室
中間車：普通席（44席）

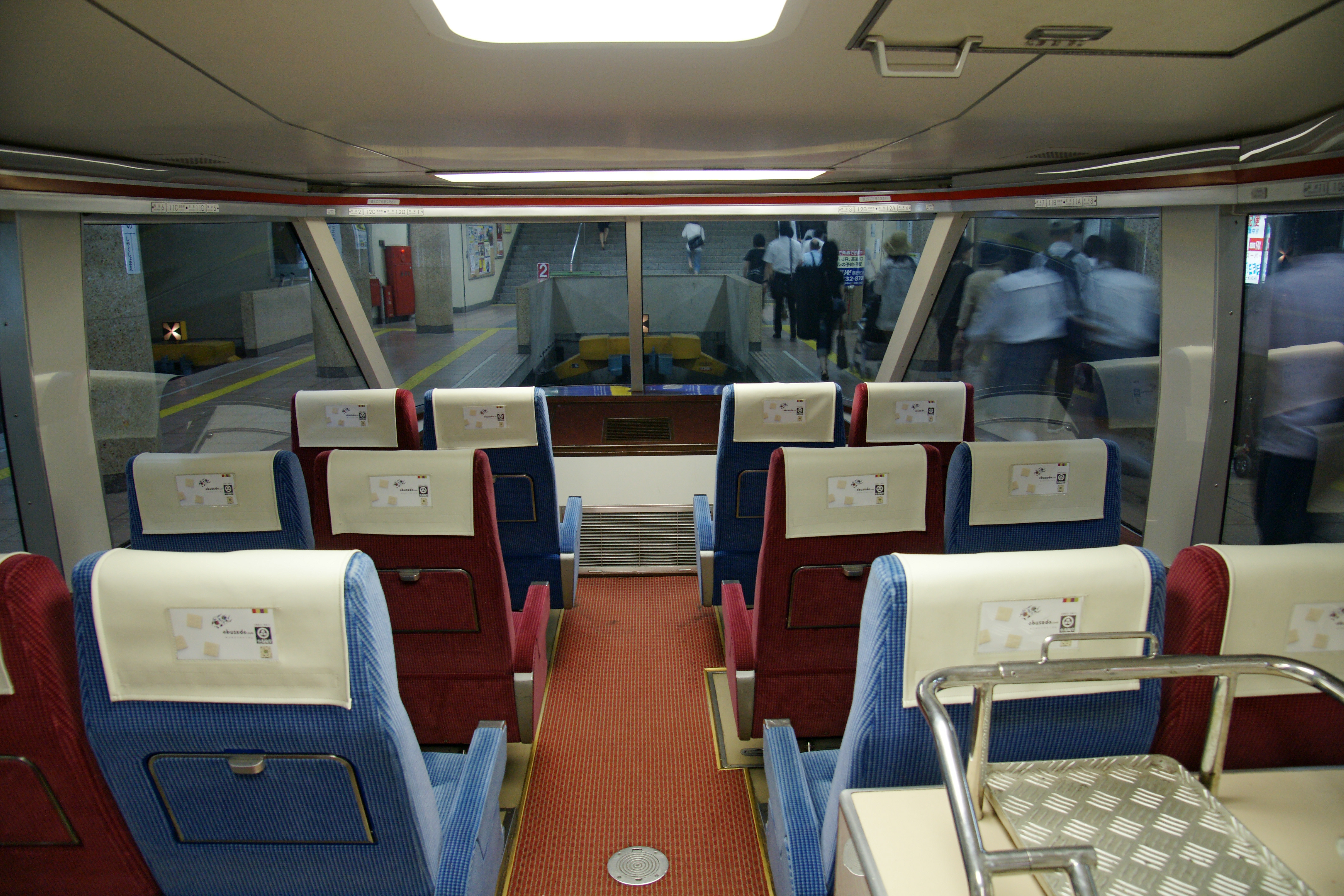
展望席
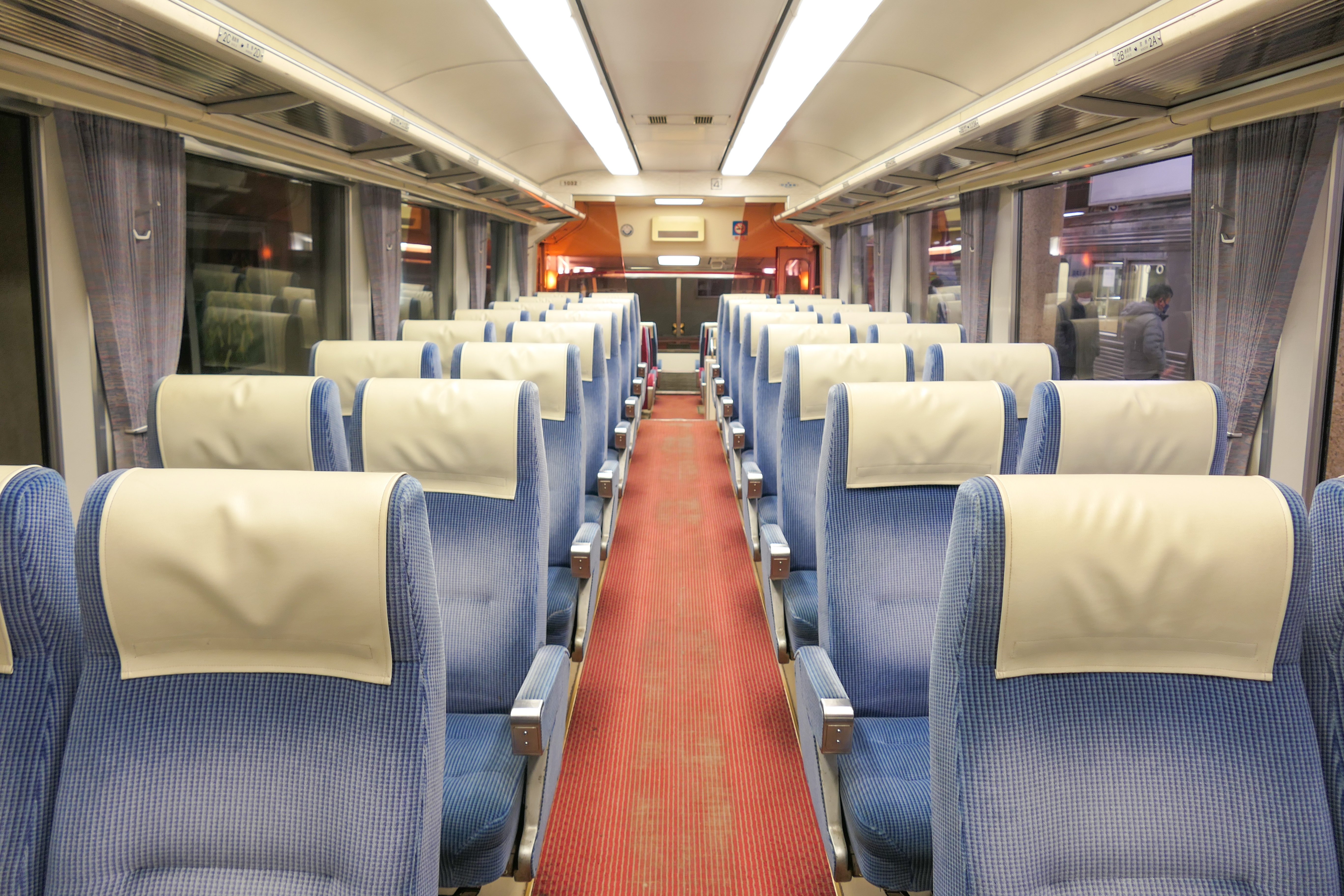
普通席
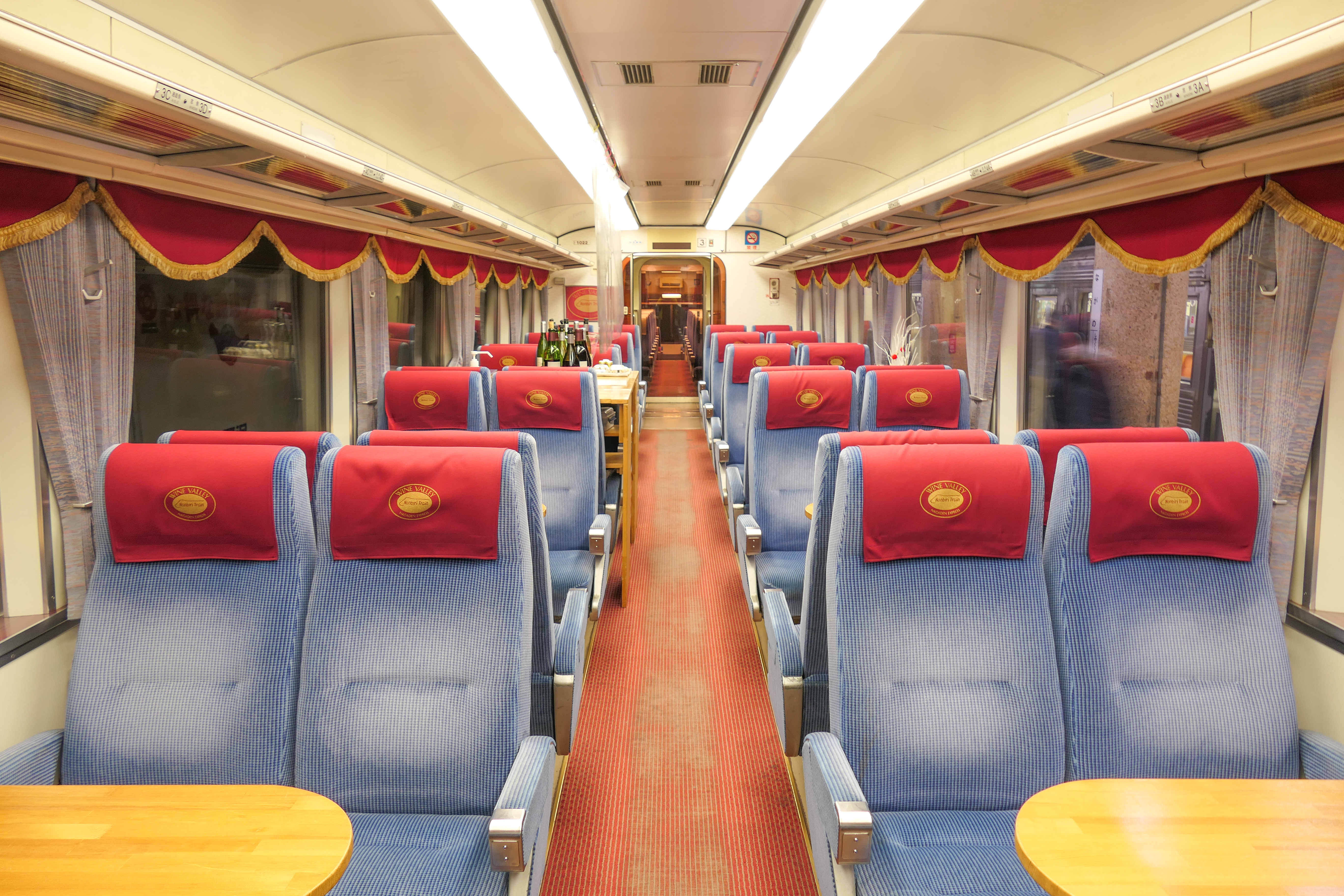
普通席（北信濃ワインバレー列車仕様）
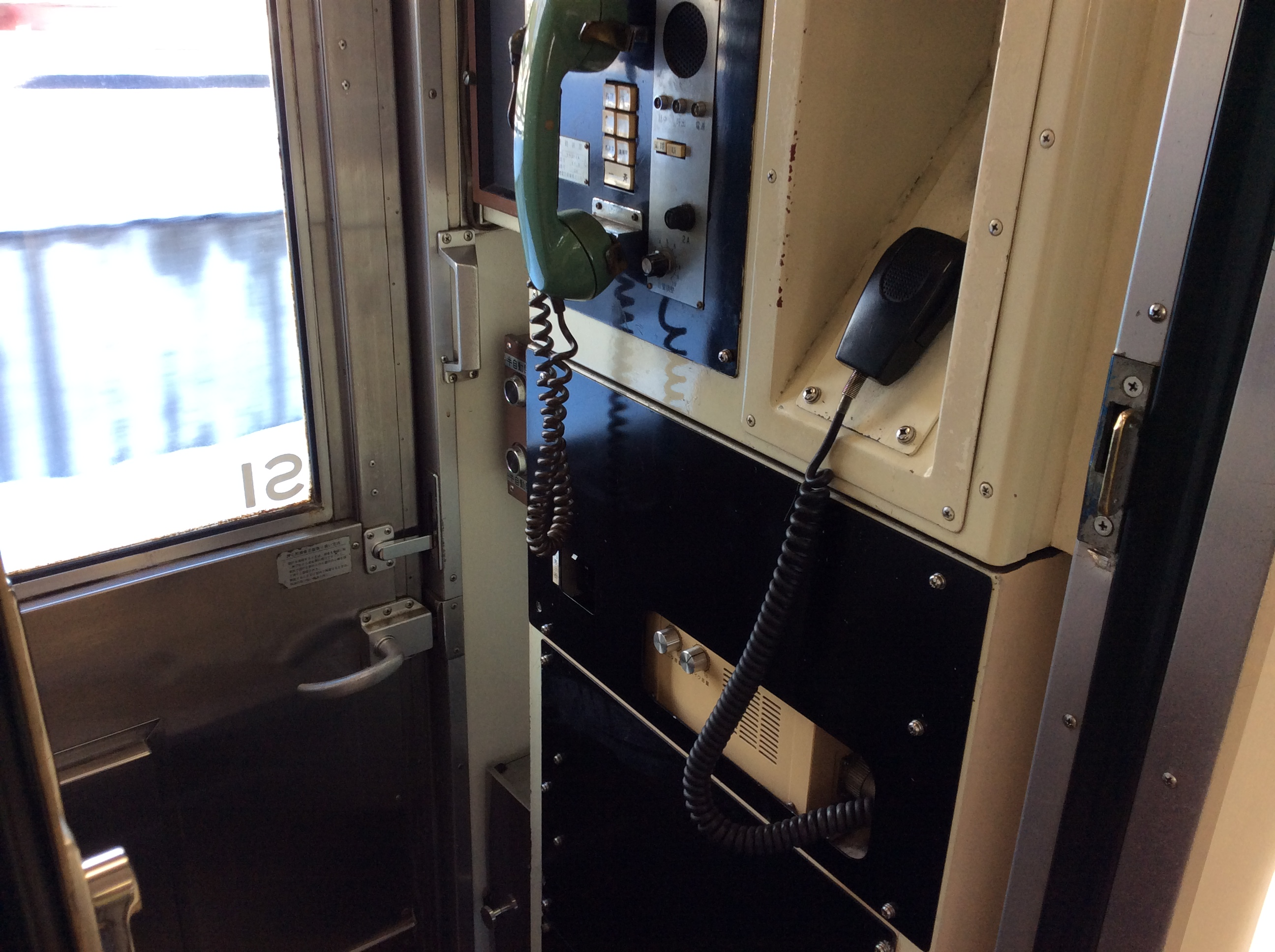
車掌室内部

## 編成表
4車体5台車の連接構造で、小田急時代は11車体12台車であったものから一部の中間車を抜き短編成化した。なお4両化時に余った中間車（7両×2）については、譲渡されずに小田急側で解体処分された。
編成は以下の通り。
|          |      | ← 湯田中長野 →         |                        |                        |                        |
| 形式     | 形式 | デハ1000 （Mc9）       | モハ1010 （M8）        | モハ1020 （M2）        | デハ1030 （Mc1）       |
| 編成番号 | S1   | デハ1001 （デハ10031） | モハ1011 （デハ10030） | モハ1021 （デハ10022） | デハ1031 （デハ10021） |
| 編成番号 | S2   | デハ1002 （デハ10071） | モハ1012 （デハ10070） | モハ1022 （デハ10062） | デハ1032 （デハ10061） |

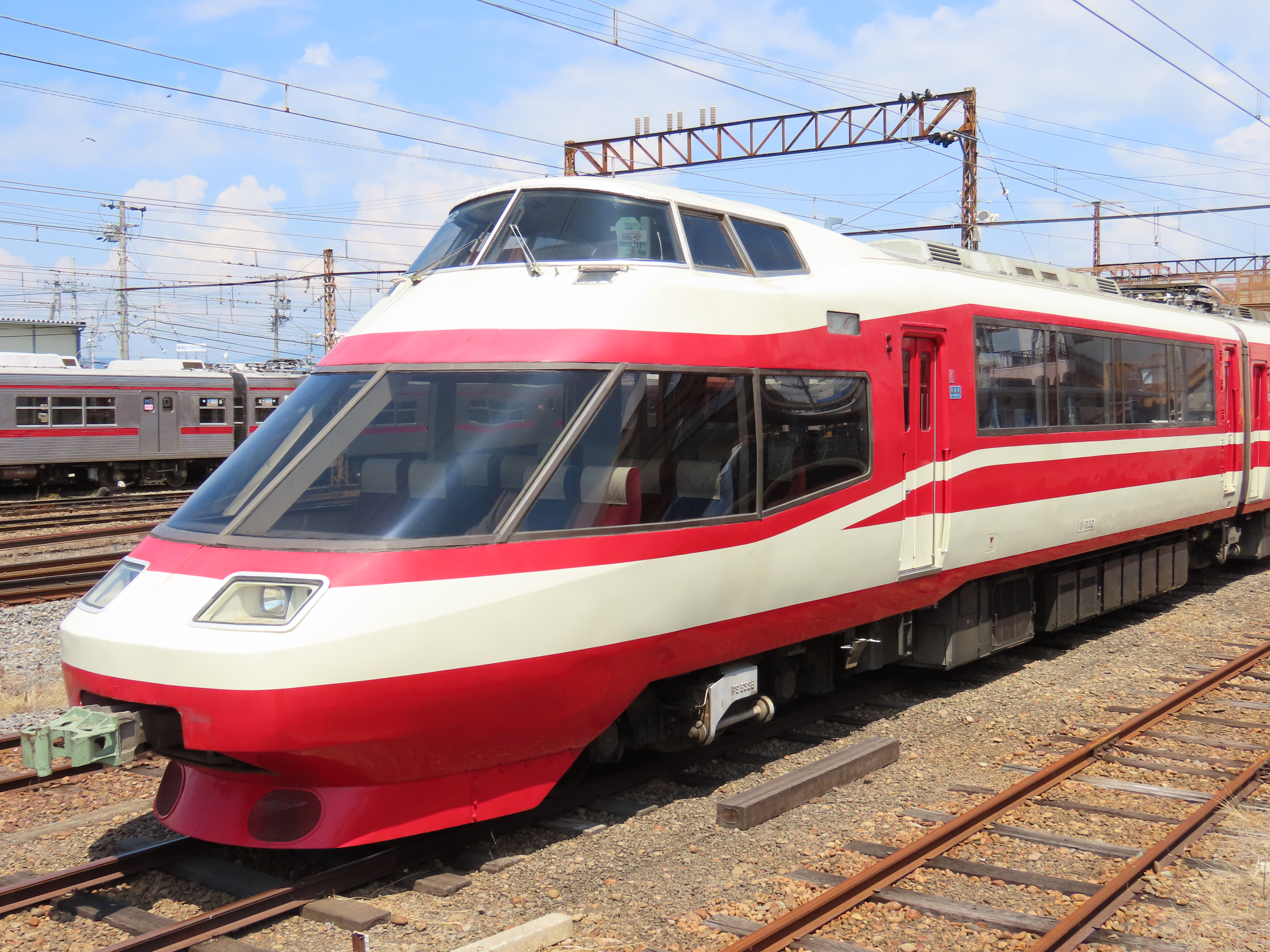
デハ1030形
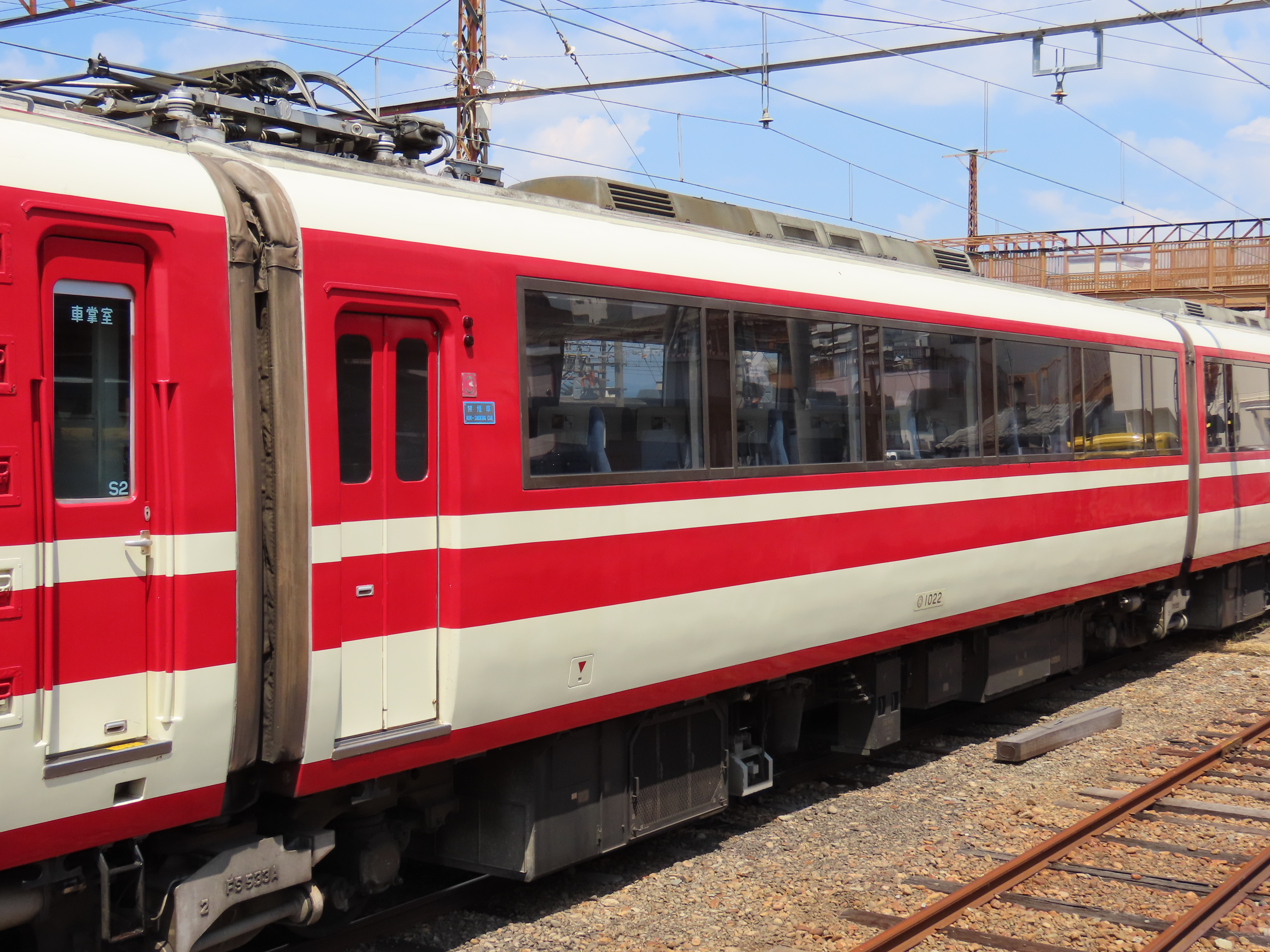
モハ1020形
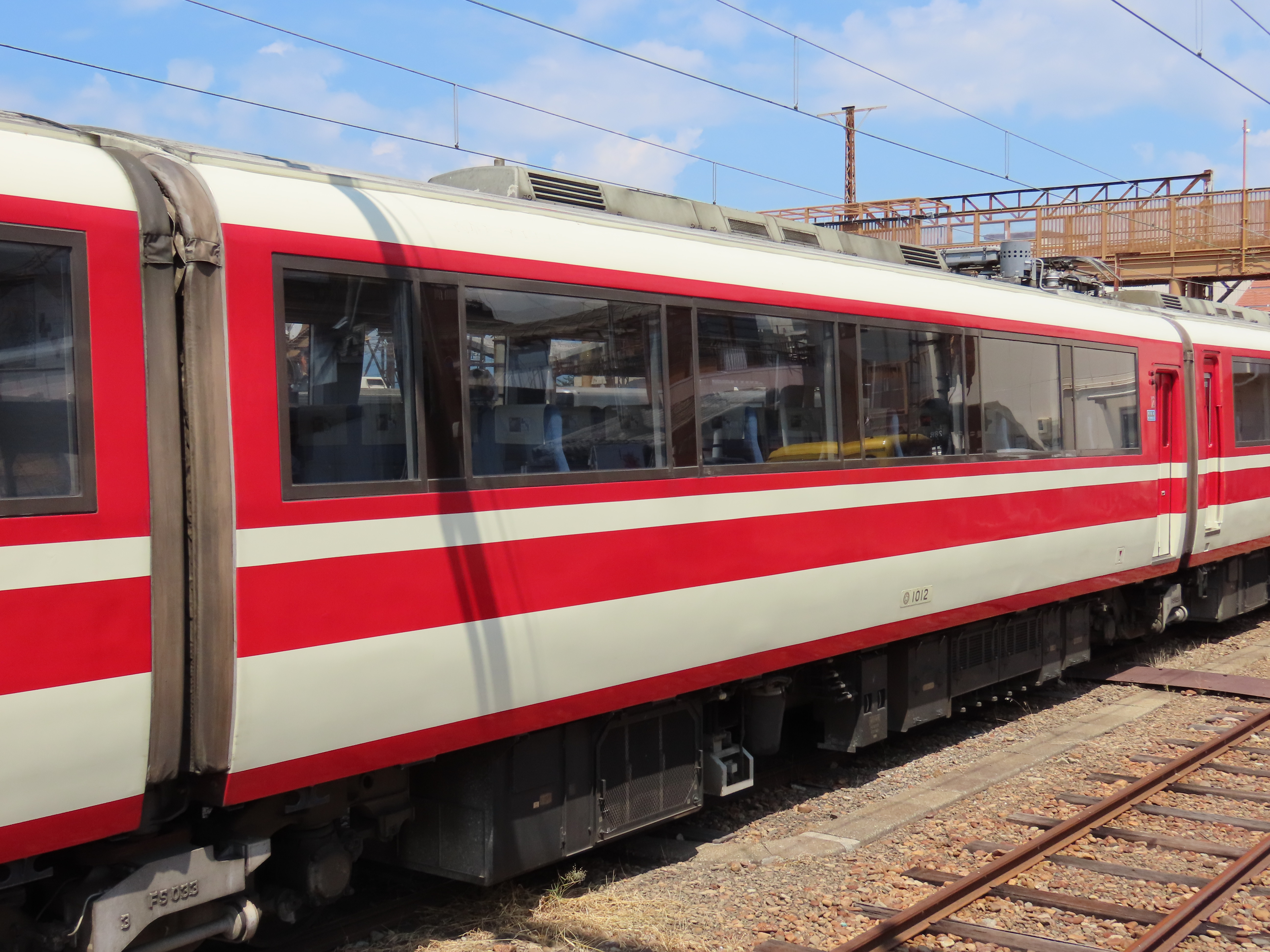
モハ1010形
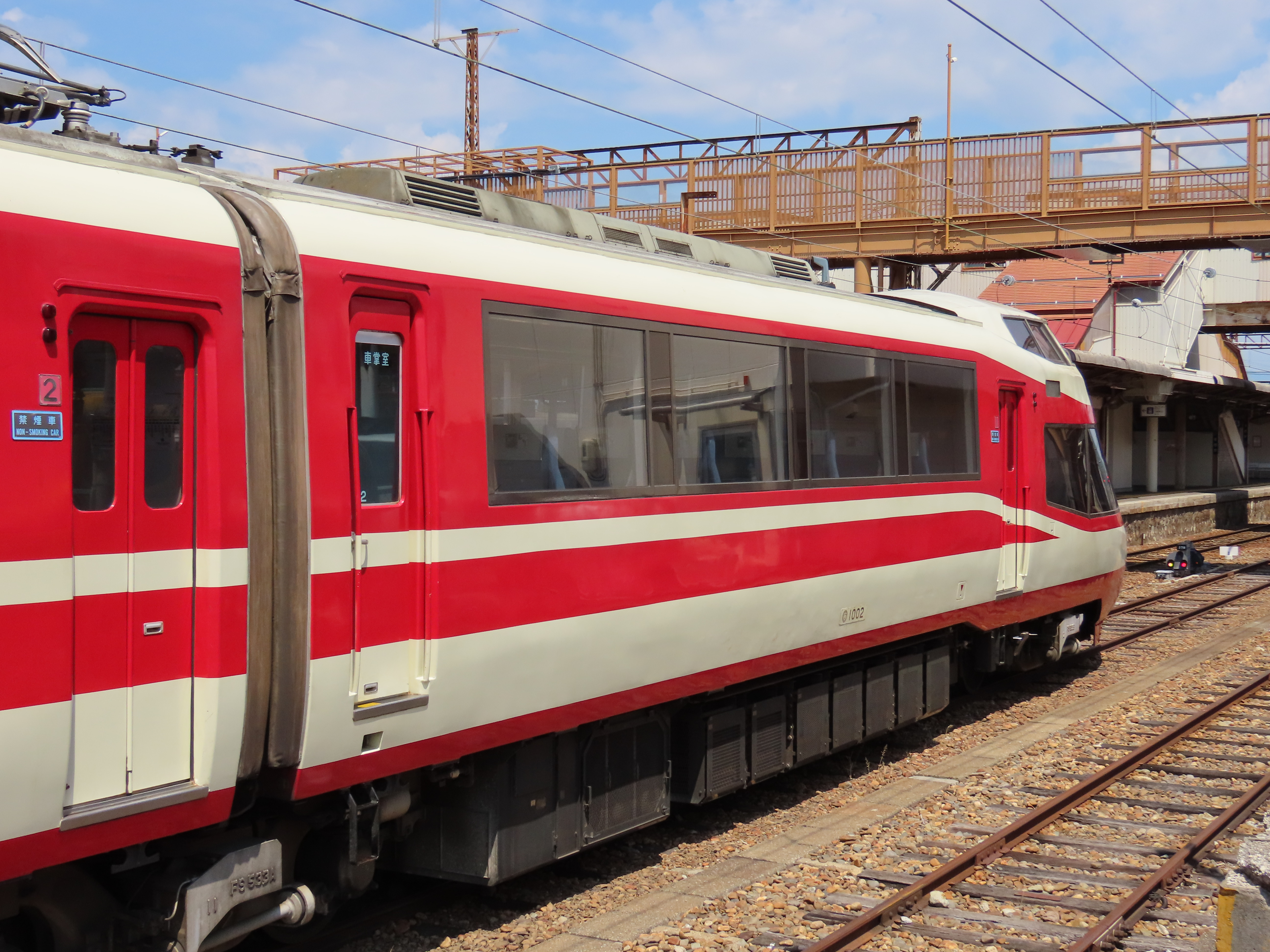
デハ1000形

長野電鉄では、8500系導入以降電動制御車を「デハ」、中間電動車を「モハ」と呼称している（形式称号改正による）。
- （ ）内は小田急時代の車両番号
- 中央の1台車が付随台車のため、台車数でみたMT比は4：1となる
- 編成全長は57,780mmでボギー車のほぼ3両分

## 運用
運行開始当初はA特急で限定運用され、B特急では引き続き2000系を運用していた。
しかし、2011年2月13日に2100系の運用開始を踏まえて実施されたダイヤ改正からA・Bともに運用されるように変更された。同時に運用間合いでの普通列車への充当も廃止された。この結果、本形式としては従前同様に長野線全線のA特急に用いられるほか、B特急にも充当されることとなり、運用時間帯が拡大している。
なお、2015年から運行している「のんびり号」では本形式が限定運用されているほか、「北信濃ワインバレー列車」「ながでん BEER TRAIN」等の臨時列車でも優先して使用される。また2012年の屋代線廃止時には、車両輸送時以来となる同線での走行が実施された。

## 沿革
- 2005年
  - 8月12日 - 小田急電鉄から10000形全4編成のうち2編成が長野電鉄に対して無償譲渡される[注 3]。
  - 12月15日 - 2006年1月31日 - 車両愛称の募集が行われる。総数2,992通の応募があった。
- 2006年
  - 3月17日 - 車両愛称が「ゆけむり」と決定。
  - 11月3日・4日 - 試乗・内覧会を実施。長野駅 - 湯田中駅間にて試乗列車が運転された。
  - 12月2日 - 長電観光主催「ゆけむり貸切特別ツアー」が実施された。
  - 12月9日 - ダイヤ改正に合わせて営業運転を開始。
- 2007年
  - 1月10日 - 2月1日 - 第2編成（S2編成）1号車の展望席部分の窓ガラスにヒビが入っているのが確認されたため、同編成使用列車は1号車を締切にし、残り3両の客扱いで営業運転を行った。修理は1月30日 - 2月1日に行い、代走として2000系が使用された。
  - 7月9日 - 30日 - 第2編成（S2編成）4号車の展望席部分の窓ガラスにヒビが入っているのが確認されたため、運用を離脱、2000系が代走した。
- 2010年
  - 1月12日 - 25日 - 小田急7000形と種車の10000形で車両の連結部分の金属に複数の傷が見つかり[4]、その影響で1000系についても臨時に検査するため、運用を離脱[5]。
- 2011年
  - 2月13日 - ダイヤ改正によりB特急への充当を開始。
  - 9月 - 自動放送、LED車内案内表示装置を導入。
- 2015年
  - 4月18日 - 観光案内列車「ゆけむり〜のんびり号〜」の運転を開始。検査時等を除き、本形式が限定運用される[6]。

## その他
- 第1・2編成とも日本車輌製造豊川製作所で改造されたが、いずれの編成も川崎重工業で製造されたものであった。なお、小田急10000形には日本車輌製造製の編成もあり、ロマンスカーミュージアムで保存されているデハ10001がそのうちの1両である。
- 本形式の導入に関連して、湯田中駅では2006年9月に構内スイッチバックとプラットホーム1線を廃止し、1面1線化するなどの縮小工事を行った。
- 2011年2月13日のダイヤ改正まで、信州中野駅 - 湯田中駅間を各駅に停まる特急列車（B特急）には充当されなかった。また、須坂駅で2000系から車両交換をする運用もあり、この場合、時刻表で指定された列車に乗り継げば、1枚の特急券で利用することが可能であった。
- 本形式が導入された後も、特急料金は100円のまま据え置かれた。ただし、2000系とは異なり運用される列車が全て特急運用となったため、運用開始以来、乗車には特急料金が必要とされている。
- 2021年6月1日より、日中に運行するA特急の先頭車両（展望席を含む）を、指定席としてWEBページから予約が出来るようになった。（各種イベントや団体利用、その他ダイヤ乱れ時を除く）